# Soera De Mieren
Soera De Mieren is een soera van de Koran.
De soera is vernoemd naar de aya waarin de mieren op het punt staan vertrapt te worden door de troepen van Suleyman. De soera begint met enkele van de wonderen die Musa zal moeten verrichten voor het aanschijn van de farao. De soera maakt duidelijk dat doven doof zullen zijn voor het woord van God en dat de gelovige hen niet kan laten horen.

## Bijzonderheden
Bij recitatie van aya 25 wordt de sudjud, de nederwerping, verricht.

## Inhoud
Ayat 7-14 gaan over Musa. Hij komt een vuur tegen. Als hij tot dit vuur nadert, hoort hij Allah spreken. Musa wordt bevolen zijn staf op de grond te gooien. Als hij dit doet, verandert de staf in een slang. Hij moet ook zijn hand in zijn kraag doen. Als hij zijn hand eruit haalt, is deze wit gekleurd. Dit zijn twee tekenen die Musa kan laten zien bij de farao. Hier wordt hij echter beschuldigd van het gebruiken van magie.
Ayat 15-44 gaan over Dawud en Suleyman. Als Suleymans leger een dal met mieren nadert, zegt een mier tegen de andere mieren dat ze zich snel moeten terugtrekken in hun holen om niet vertrapt te worden. Er wordt ook verhaald dat een vogel Suleyman vertelt dat in Sjeba een koningin aan de macht is. Zij en haar volk aanbidden de zon. Suleyman geeft de vogel een brief mee voor de koningin. In deze brief nodigt Suleyman haar uit en roept haar op alleen Allah te aanbidden. Ze aarzelt of ze dit aanbod zal accepteren. Ze stuurt geschenken naar Suleyman en reist af naar Israël. Suleyman is niet tevreden met de geschenken. Hij vraagt zijn mannen de troon van de koningin te vinden. Hij vraagt ze deze troon te vermommen om te kijken of ze hem zal herkennen. Als de koningin van Sjeba in Israël is, herkent ze haar troon. Ze wordt in een wonderschoon paleis ontvangen. De vloer in dit paleis is van kristal, maar zij denkt dat het water is. Ze tilt haar kleed op om niet nat te worden. Ze staat versteld van de illusie. Na dit alles is ze ervan overtuigd dat Suleyman een profeet is. Ze besluit zich te onderwerpen aan Allah.
Ayat 45-53 gaan over Salih die naar het volk Thamoed is gestuurd. De ongelovigen willen Salih en zijn familie vermoorden maar worden dan door Allah omgebracht.
Ayat 54-58 gaan over Lut. Hij wijst mensen terecht die homoseksualiteit bedrijven. De mensen worden gestraft doordat Allah het zwavel doet regenen. Alleen Lut en zijn familie ontkomen, behalve zijn vrouw die omkomt.